# Sara Hector
Sara Hector (Sandviken, 4 september 1992) is een Zweeds alpineskiester. Ze werd Olympisch kampioene op de reuzenslalom in Peking in 2022, en vertegenwoordigde haar vaderland ook op de Olympische Winterspelen 2014 en 2018.

## Carrière
Bij haar wereldbekerdebuut, in december 2009 tijdens de reuzenslalom in Åre, scoorde Hector direct wereldbekerpunten. Tijdens de Wereldkampioenschappen alpineskiën 2011 in Garmisch-Partenkirchen behaalde ze een bronzen medaille met het Zweedse team in de gemengde landenwedstrijd, op de reuzenslalom eindigde ze op de zeventiende plaats. Op de wereldkampioenschappen alpineskiën 2013 in Schladming eindigde de Zweedse als negende op de supercombinatie en als 26e op de afdaling. In januari 2014 behaalde ze in Altenmarkt-Zauchensee haar eerste toptienklassering in een wereldbekerwedstrijd. In 2014 maakte Hector haar Olympisch debuut. Als beste resultaat liet ze de 13e plaats op de supercombinatie optekenen, daarnaast eindigde ze als 21e op de Super G en als 25e op de afdaling. Op 12 december 2014 stond ze in Åre voor de eerste maal in haar carrière op het podium van een wereldbekerwedstrijd. Zestien dagen later, op 28 december 2014, boekte ze in Kühtai haar eerste wereldbekerzege.

## Resultaten

### Olympische Spelen
| Jaar | Plaats      | Resultaten                                   |
| ---- | ----------- | -------------------------------------------- |
| 2014 | Sotsji      | 13e Supercombinatie 21e Super G 25e Afdaling |
| 2018 | Pyeongchang | 10e Reuzenslalom                             |
| 2022 | Peking      | Reuzenslalom · DNF2 Slalom                   |

### Wereldkampioenschappen
| Jaar | Plaats                 | Resultaten                                                                    |
| ---- | ---------------------- | ----------------------------------------------------------------------------- |
| 2011 | Garmisch-Partenkirchen | 17e Reuzenslalom · Landenwedstrijd                                            |
| 2013 | Schladming             | 9e Supercombinatie 26e Afdaling DNF2 Reuzenslalom DNS1 Super G                |
| 2015 | Vail/Beaver Creek      | Landenwedstrijd · 10e Reuzenslalom · 23e Slalom                               |
| 2017 | Sankt Moritz           | 9e Reuzenslalom                                                               |
| 2019 | Åre                    | 7e Reuzenslalom                                                               |
| 2021 | Cortina d'Ampezzo      | Landenwedstrijd · 13e Slalom · BQLF Parallel reuzenslalom · DNF2 Reuzenslalom |
| 2023 | Courchevel-Méribel     | 7e Slalom 8e Parallel 11e Landenwedstrijd 13e Reuzenslalom                    |
| 2025 | Saalbach               | Landenwedstrijd · 6e Reuzenslalom · DNF2 Slalom                               |

### Wereldbeker
Eindklasseringen
| Seizoen   | Algm | SL  | RS     | SG  | PAR | SC |
| --------- | ---- | --- | ------ | --- | --- | -- |
| 2009/2010 | 120e | -   | 45e    | -   |     | -  |
| 2010/2011 | 93e  | -   | 32e    | -   | -   |    |
| 2011/2012 | 102e | -   | 41e    | -   | -   |    |
| 2012/2013 | 80e  | 48e | 37e    | 47e | -   |    |
| 2013/2014 | 61e  | -   | 26e    | -   | 5e  |    |
| 2014/2015 | 19e  | 29e | 4e     | -   | -   |    |
| 2015/2016 | 64e  | 38e | 27e    | -   | -   |    |
| 2016/2017 | 66e  | 54e | 21e    | -   | -   |    |
| 2017/2018 | 49e  | 57e | 10e    | -   | -   |    |
| 2018/2019 | 45e  | 32e | 15e    | -   | -   |    |
| 2019/2020 | 33e  | 28e | 12e    | -   | 16e | -  |
| 2020/2021 | 16e  | 13e | 11e    | -   | 4e  |    |
| 2021/2022 | 7e   | 12e | Zilver | -   | 5e  |    |
| 2022/2023 | 10e  | 9e  | 6e     | -   |     |    |
| 2023/2024 | 4e   | 6e  | Brons  | -   |     |    |
| 2024/2025 | 5e   | 9e  | Brons  | -   |     |    |

Wereldbekerzeges
| Datum      | Plaats        | Onderdeel    |
| ---------- | ------------- | ------------ |
| 28/12/2014 | Kühtai        | Reuzenslalom |
| 22/12/2021 | Courchevel    | Reuzenslalom |
| 08/01/2022 | Kranjska Gora | Reuzenslalom |
| 25/01/2022 | Kronplatz     | Reuzenslalom |
| 20/01/2024 | Jasná         | Reuzenslalom |
| 30/11/2024 | Killington    | Reuzenslalom |
| 04/01/2025 | Kranjska Gora | Reuzenslalom |